# Economische kringloop

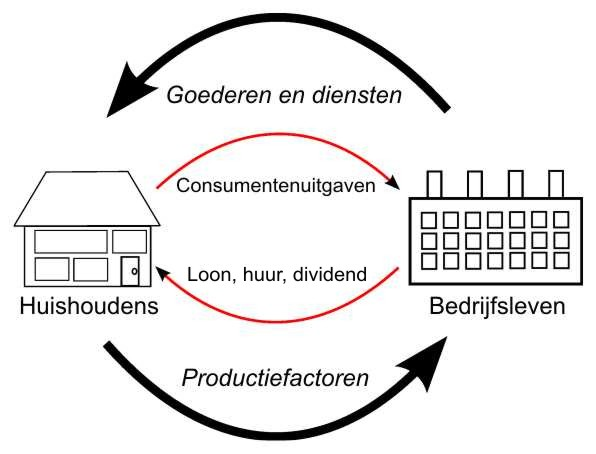
Het kringloopmodel van de economie in zijn eenvoudigste vorm

De economische kringloop ofwel het kringloopmodel van de economie is een schematisch model van de werking van de economie als systeem. Deze kringloop is een abstracte voorstelling van de relaties tussen de gezinnen en de bedrijven in een land. Het laat een aantal macro-economische relaties zien: het gaat om wat de gezinnen of huishoudens gezamenlijk verdienen en wat de bedrijven of ondernemers gezamenlijk produceren.

## Historie
Het idee van een economische kringloop wordt toegeschreven aan de Franse arts en econoom François Quesnay (1694 - 1774), die wordt gerekend tot de fysiocraten. Quesnay kwam op het idee om het economisch proces voor te stellen als de bloedsomloop van het menselijk lichaam. Hierbij werd het bloed vergeleken met de geldstromen in de economie en de verschillende onderdelen van het menselijk lichaam met verschillende economische sectoren. Hij ontwikkelde een voorstelling, die hij Tableau Economique noemde, en publiceerde dit in 1759. Quesnay onderscheidde slechts drie sectoren in de economie:
- de boeren, die het nationaal product voortbrengen (le produit net),
- de handelaren, die ervoor zorgen dat deze producten op de juiste plaats terechtkomen en
- de grondeigenaren, die slechts profiteren van al die inspanningen met de pacht die zij opstrijken.

De geldstromen in deze kringloop worden de monetaire sfeer genoemd, de goederen- en dienstenstromen noemen we de reële sfeer.
Sinds Questnay zijn tableau économique ontwierp hebben vele economen getracht de gehele economische kringloop in een gesloten theoretisch stelsel samen te vatten.

## Verschillende modellen
Het systematisch overzicht van de macro-economische verbanden vergt het groeperen van de diverse economische eenheden in homogene groepen naargelang de functie die ze in de economie vervullen. In het kringloopmodel zijn dit in eerste instantie de huishoudens en het bedrijfsleven. In z'n eenvoudigste vorm zijn in de huishoudens geplaatst tegenover het bedrijfsleven. Dit wordt ook wel een gesloten economie genoemd, zonder relaties met het buitenland en zonder overheidstussenkomst. Verder bestaan er uitgebreidere kringloopschema's, waarin extra sectoren zijn toegevoegd zoals het bankwezen, de overheid, het buitenland of de biosfeer.

### Het basismodel
In het basismodel of de eenvoudigste economische kringloop zijn de huishoudens of gezinnen geplaatst tegenover het bedrijfsleven ofwel de bedrijven. De interactie tussen beide wordt in de regel met twee paar relaties aangeduid.
- De gezinnen bieden arbeid aan bij de bedrijven in ruil voor geld, het loon. Dit betekent dat de gezinnen bij de bedrijven arbeid gaan verrichten en daarvoor worden betaald.
- De gezinnen kopen met dit loon goederen en diensten bij de bedrijven.

Als je het schema zou bekijken dan zou je kunnen zeggen dat de linkerkant een weergave is van de arbeidsmarkt, het midden de weergave is van de kapitaalmarkt en de rechterkant van de goederenmarkt.
Het kringloopmodel van de economie wordt met name gebruikt in introducties van de macro-economie om een eerste overzicht te geven van het macro-economische samenspel.

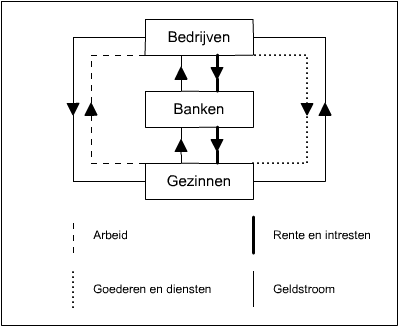
Het economische kringloop in een uitgewerkte vorm.

### Het bankwezen toegevoegd
In een uitgebreider model, zie de figuur, is het bankwezen toegevoegd. Naast de kringloop zal de bank het geld ter beschikking stellen aan de bedrijven die het geld nodig hebben voor hun investeringen. De bedrijven zullen hiervoor intrest moeten betalen aan de bank.
De gezinnen zullen meestal niet al het geld dat ze verdiend hebben uitgeven. Dit geld gaan ze sparen bij de bank. Ze stellen het geld ter beschikking bij de bank en de bank betaalt hen er rente voor.

### Economie ingebed in zijn biofysische omgeving

Natuurlijke hulpbronnen stromen door de economie en eindigen als afval en vervuiling.

De ecologische economie breidt het diagram van de economische kringloop uit en benadrukt dat het economische systeem is ingebed in het biofysische systeem van de aarde: de biosfeer. De economie hangt af van de natuurlijke hulpbronnen van de aarde (dit kan zowel materie als energie zijn).
Materie en energie komen de economie binnen in de vorm van hoogwaardig (laag entropisch) natuurlijk kapitaal, bijvoorbeeld energie uit zonne-energie of fossiele brandstoffen en materie uit bijvoorbeeld mijnen. Deze materialen en energie worden gebruikt door huishoudens en bedrijven die producten en rijkdom creëren. Nadat het materiaal is opgebruikt, verlaat de energie en materie de economie in de vorm van laagwaardig (hoog entropisch) afval. Dit afval moet worden geabsorbeerd door het grotere ecosysteem waarin de economie bestaat. Recycling van materiële bronnen is mogelijk, maar alleen door gebruik te maken van extra energie- en materiële bronnen. Energiebronnen kunnen op hun beurt helemaal niet worden gerecycled, maar worden als afvalwarmte afgevoerd.
Het klassieke diagram van de economische kringloop suggereert dat de economie zichzelf kan reproduceren en dat dit proces kan en zal voortduren als een perpetuum mobile (met ander woorden oneindige economische groei). Volgens de wetten van de thermodynamica bestaan er echter geen perpetuum mobile. De eerste wet zegt dat materie en energie niet kunnen worden gecreëerd of vernietigd, en de tweede wet zegt dat materie en energie van een lage entropie overgaan naar een minder bruikbare hogere entropietoestand. Er kan dus geen systeem worden onderhouden zonder input van nieuwe energie en waarbij er als output hoog entropisch afval naar buiten gaat. Net zoals geen enkel dier kan leven van zijn eigen afval, kan geen enkele economie het afval dat het produceert recyclen zonder de input van nieuwe energie. De economie moet dus een subsysteem zijn van het grotere ecosysteem.
Dit wil niet zeggen dat het klassieke diagram van de economische kringloop niet nuttig is om de basis van een economie te begrijpen. Het kan echter niet worden genegeerd dat de economie intrinsiek natuurlijke hulpbronnen vereist en dat afval wordt gecreëerd dat op de een of andere manier moet worden geabsorbeerd. De economie kan alleen blijven groeien als het materie en energie heeft om het aan te drijven en het vermogen om het afval dat het creëert te absorberen. Deze materie, lage entropie-energie en het vermogen om afval te absorberen bestaat in een eindige hoeveelheid, en daardoor is er een eindige hoeveelheid input en output die het ecosysteem van de aarde aankan. Dit impliceert dat er een duurzame limiet van hoeveelheid beweging is, en daarom een limiet aan de groei van de economie. Op basis van dit inzicht bouwde de ecologisch econoom Herman Daly het model van een stationaire economie op, waar de focus niet ligt op economische groei maar op het verzekeren van de duurzaamheid van de economie.